# Kalmiusz
A Kalmiusz (ukránul: Кальміус), régebbi nevén Kalka egyike az ukrán Mariupol városon keresztülhaladó két folyónak. A másik folyó, a Kalcsik a Kalmiuszba ömlik. A 209 kilométer hosszú Kalmiusz a Donecki területen, a Donecki magaslat déli részén fekvő Jaszinuvata város közelében  ered, és az Azovi-tengerbe (a Taganrogi-öböl déli részébe) torkollik, az Azovsztal acélkombinát közelében. Vízgyűjtő területe mintegy 5070 km². Átlagos vízhozama Szartana környékén 8,25 m³/s. Négy duzzasztott víztározó található rajta, melyek a vízszintszabályozásban is szerepet játszanak. Vizét öntözésre és ívóvízellátásra is használják. A folyó mentén fekvő legnagyobb település Doneck.
A folyó mellett zajlott 1223-ban a Kalka menti csata, amelyben a tatárok legyőzték az orosz fejedelemségek és a kunok egyesült seregeit, megnyitva az utat az Európa nyugatabbi területei, köztük Magyarország elleni támadáshoz.